# Scopula nigralba
Scopula nigralba là một loài bướm đêm trong họ Geometridae.